# Nathan Haskell Dole
Nathan Haskell Dole (Chelsea, Massachusetts, 31 de agosto de 1852-Yonkers, Nueva York, 9 de mayo de 1935) fue un editor, traductor, hispanista, eslavista y escritor estadounidense; fue escritor, crítico literario y musical y periodista en Filadelfia, Nueva York y Boston. Tradujo muchas obras del ruso, en especial de León Tolstoy, novelas del español Armando Palacio Valdés y varias obras francesas e italianas .

## Biografía
Fue el hijo segundo del reverendo Nathan Dole (1811–1855) y su madre Caroline (Fletcher) Dole. Creció en la granja Fletcher, una estricta casa puritana, en la casa de su abuela en Norridgewock (Maine), adonde se había mudado su madre con sus dos hijos tras fallecer su padre de tuberculosis.
Nathan se mostró como un lector omnívoro y compulsivo que aprendió muy pronto a leer en francés, alemán, griego y latín. Estudió en la Escuela Eaton en Norridgewock, y luego con tutores privados. Más tarde fue a la Academia Phillips de Exeter y a la del mismo nombre de Andover. Se graduó en 1870; y luego se licenció en la Universidad de Harvard (1874). Años más tarde se doctoró y fue alumno honorario de la Universidad de Oglethorp en Atlanta (Georgia).
Tras la universidad, enseñó en el De Veaux College de 1874 a 1875, y en la Worcester High School de 1875 a 1876. De 1876 a 1878 fue preceptor en la Derby Academy de Hingham (Massachusetts). En 1881 abandonó la enseñanza para trabajar como crítico musical y literario en Filadelfia hasta 1882. De 1887 a 1901 fue asesor literario de TY Crowell Publishing Company y también fue secretario del departamento de publicidad de D. Appleton and Co. durante cinco meses en 1901. 
En 1882 se casó con Helen James Bennett y se mudaron a Boston, donde se concentró en escribir, traducir, editar y dar conferencias. Contribuyó al Boston Evening Transcript, The Portland News, The Independent, The New York Times Literary Supplement y muchas otras revistas. Y fue editor asociado de The Internal Library of Famous Literature 1890; Flowers from Persia Poets, 1901; The Young Folks Library, 1902; The Encyclopedia Americana, 1905; Vocations, 1909-1910 (10 vols., en colaboración con Pres. Hyde and Caroline Ticknor) y la décima edición de Bartlett's Familiar Quotation, con adiciones. También editó los Poemas del doctor Samuel Silas Curry con una biografía en 1923.
Él y su familia vivieron en Jamaica Plain (barrio de Boston) durante muchos años, pasando los veranos en Ogunquit (Maine). Fueron bastante populares en el mundo literario y social de Boston. Su hogar estaba lleno de música y literatura, y sostenía una tertulia a las cuatro de la tarde. En 1928, cuando tenía ya setenta y seis años, se mudaron a la ciudad de Nueva York para estar cerca de sus hijas y nietos; vivían en Riverdale-on-Hudson. Nathan falleció el 9 de mayo de 1935 en Yonkers (Nueva York), de un ataque al corazón.

## Obras

### Como autor
- A Score of Famous Composers (1891-1902-1924) (versión aumentada y revisada en 1927.)
- The Hawthorn Tree and other Poems (1895)
- Joseph Jefferson at Home (1898)
- Life of Count Tolstoi (1911)
- The Spell of Switzerland (1913)
- Young Folks History of Russia, 1881.
- Not Angela Quite  (ficción) 1893.
- On the Point (ficción) 1893
- The Hawthorn Tree and Other Poems, 1896.
- Poem for the Educational Music Courses, 1896.
- Joseph Jefferson At Home, 1896.
- Life of Francis William Bird, 1897.
- Omar the Tentmaker, A Romance of Old Persia, 1898, in 1921 and 1928.
- Peace and Progress, 1904.
- Six Italian Essays, 1907.
- The Pilgrims and other Poems, 1907.
- Rote Songs for Boston Public Schools, 1915-1916.
- America in Spitsbergen (2 vols.), 1922.
- The Mistakes We Make, 1898.
- The Latin Poets, 1905.
- The Breviary Treasures (10 vols.) 1905-1906.
- The Greek Poets, 1907.

### Como editor
- Omar Khayyam (1896)
- León Tolstoy, Collected Works (20 vols., 1899)
- Poetical Works of Keats and Shelley (1905)